# Disperso in Siberia
Disperso in Siberia (Zateryannyy v Sibiri) è un film del 1991 diretto da Aleksandr Mitta.